# Georg von Madeyski-Poray

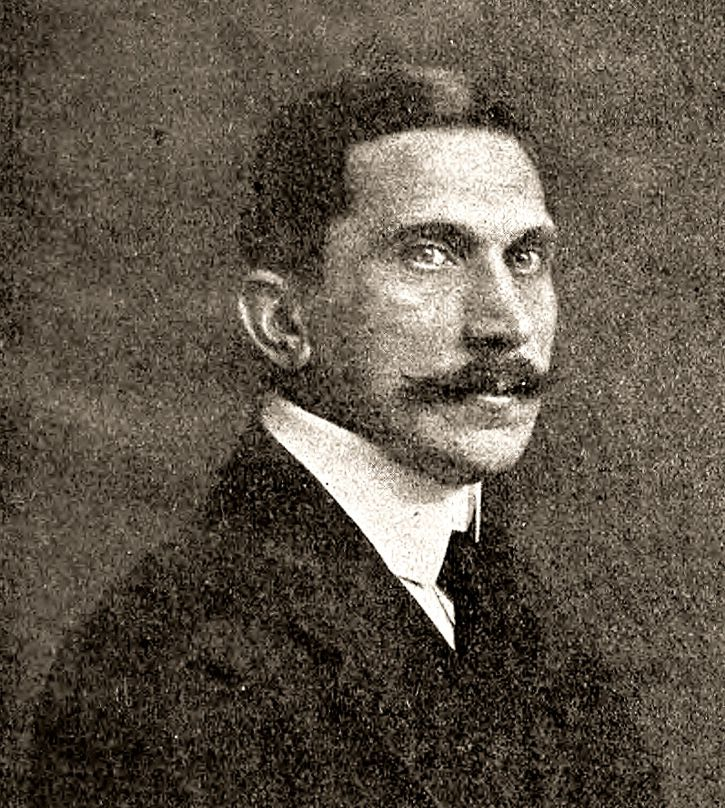
Jerzy von Madeyski-Poray (vor 1912)

Georg von Madeyski-Poray, polnisch auch Jerzy Wiktor Madeyski h. Poray bzw. Jerzy Madejski (* 15. März 1872 in Liszki ; † 24. Jänner 1939 in Krakau), war ein österreichisch-ungarischer Politiker polnischer Herkunft aus Galizien. 1921 bis 1923 war er polnischer Botschafter in Berlin.

## Leben
Georg von Madeyski-Poray stammte aus einer polnischen Adelsfamilie und studierte Jus an der Jagiellonen-Universität. Er promovierte zum Dr. iur. Während des Ersten Weltkriegs leitete er 1916–1918 die zivile Verwaltung beim Militärgouverneur des Generalgouvernements Lublin, des österreichischen Besatzungsgebiets innerhalb des eroberten Russisch-Polens. Während der Regierungszeit von Max Hussarek wurde er k.k. Minister für Kultus und Unterricht. Dieses Amt hatte er vom 25. Juli 1918 bis zum 25. Oktober 1918 inne.
Er ging nach der Ausrufung der unabhängigen Zweiten Polnischen Republik am 11. November 1918 in Warschau in den diplomatischen Dienst Polens. 1921 bis 1923 war er als diplomatischer Vertreter der Republik Polen als Geschäftsträger in Berlin akkreditiert.
Er war verheiratet mit Maria Homolacs († 1944), mit der er drei Töchter hatte, Zofia (1897–1981), Frau des Zoologen Józef Fudakowski, Krystyna (1901–1920) und Maria (* 1914), sowie einen Sohn, Stanisław Jerzy (1899–1918).

## Auszeichnungen
- Komturkreuz des Ordens Polonia Restituta (7. November 1925)
- Großes Band des Ordens der Krone von Rumänien (Rumänien, 1931)
- Ritter des Franz-Joseph-Ordens (Österreich-Ungarn, 1903)[4]